# Comuna Stari Jankovci, Vukovar-Srijem
Stari Jankovci este o comună în cantonul Vukovar-Srijem, Croația, având o populație de 4.405 locuitori (2011).

## Demografie
Componența etnică a comunei Stari Jankovci
     Croați (71,78%)
     Sârbi (21,61%)
     Maghiari (4,86%)
     Necunoscut (0,25%)
     Neclasificat (1,18%)
Componența confesională a comunei Stari Jankovci
     Catolici (76,78%)
     Ortodocși (21,38%)
     Necunoscută (0,54%)
     Alte religii (1,29%)
Conform recensământului din 2011, comuna Stari Jankovci avea 4.405 locuitori. Din punct de vedere etnic, majoritatea locuitorilor (71,78%) erau croați, existând și minorități de sârbi (21,61%) și maghiari (4,86%). Apartenența etnică nu este cunoscută în cazul a 0,25% din locuitori. Din punct de vedere confesional, majoritatea locuitorilor (76,78%) erau catolici, cu o minoritate de ortodocși (21,38%). Pentru 0,54% din locuitori nu este cunoscută apartenența confesională.